# Coco Chanel
Gabrielle Bonheur "Coco" Chanel ([ʃəˈnɛl] shə-NEL, francês: [ɡabʁijɛl bɔnœʁ kɔko ʃanɛl] (escutarⓘ); Saumur, 19 de agosto de 1883 – Paris, 10 de janeiro de 1971) foi uma estilista e empresária francesa. Fundadora da marca Chanel, ela foi creditada na era pós-Primeira Guerra Mundial por popularizar um chique esportivo e casual como o padrão feminino de estilo. Isso substituiu a "silhueta de espartilho" que era dominante de antemão com um estilo mais simples, muito menos demorado para colocar e remover, mais confortável e mais barato, tudo sem sacrificar a elegância. Ela é a única estilista listada na lista da revista Time das cem mais pessoas influentes do século XX. Uma prolífica criadora de moda, Chanel estendeu sua influência além das roupas de alta-costura, realizando seu design estético em joias, bolsas e fragrâncias. Seu perfume exclusivo, Chanel Nº 5, tornou-se um produto icônico, e a própria Chanel desenhou seu famoso monograma CC-intertravado, que está em uso desde a década de 1920.
Sua casa de alta-costura fechou em 1939, com a eclosão da Segunda Guerra Mundial. Chanel ficou na França e foi criticada durante a guerra por colaborar com os ocupantes nazistas-alemães e o regime fantoche de Vichy para impulsionar sua carreira profissional. Um dos contatos de Chanel foi com um diplomata alemão, o barão (Freiherr) Hans Günther von Dincklage. Após a guerra, Chanel foi interrogada sobre seu relacionamento com Dincklage, mas não foi acusada como colaboradora devido à intervenção do primeiro-ministro britânico Winston Churchill. Quando a guerra terminou, Chanel mudou-se para a Suíça, retornando a Paris em 1954 para reviver sua casa de moda. Em 2011, Hal Vaughan publicou um livro sobre Chanel baseado em documentos recentemente desclassificados, revelando que ela havia colaborado diretamente com o serviço de inteligência nazista, o Sicherheitsdienst. Um plano no final de 1943 era que ela levasse uma abertura de paz da SS a Churchill para encerrar a guerra.

## Primeiros anos
Gabrielle Bonheur Chanel nasceu em 1883, filha de Eugénie Jeanne Devolle Chanel, conhecida como Jeanne, uma lavadeira, no hospital de caridade administrado pelas Irmãs da Providência (um asilo) em Saumur, Maine-et-Loire. Ela foi a segunda filha de Jeanne com Albert Chanel; a primeira, Julia, nascera menos de um ano antes. Albert Chanel era um vendedor ambulante itinerante que vendia roupas de trabalho e roupas íntimas, vivendo uma vida nômade, viajando de e para cidades mercantis. A família residia em alojamentos degradados. Em 1884, casou-se com Jeanne Devolle, persuadido a fazê-lo por sua família, que "se uniu, efetivamente, para pagar Albert".
Ao nascer, o nome de Chanel foi inserido no registro oficial como "Chasnel". Jeanne estava muito doente para comparecer ao registro e Albert foi registrado como "viajante".
Ela foi para o túmulo como Gabrielle Chasnel porque corrigir, legalmente, o nome incorreto em sua certidão de nascimento revelaria que ela nasceu em um asilo. O casal teve seis filhos — Julia, Gabrielle, Alphonse (o primeiro menino, nascido em 1885), Antoinette (nascida em 1887), Lucien e Augustin (que morreu aos seis meses) — e viviam lotados em um alojamento de um quarto na cidade de Brive-la-Gaillarde.
Quando Gabrielle tinha 11 anos, Jeanne morreu aos 32 anos. As crianças não frequentavam a escola. Seu pai enviou seus dois filhos para trabalhar como agricultores e enviou suas três filhas para o convento de Aubazine, que administrava um orfanato. Sua ordem religiosa, a Congregação do Sagrado Coração de Maria, foi "fundada para cuidar dos pobres e rejeitados, inclusive administrando lares para meninas abandonadas e órfãs". Era uma vida rígida e frugal, que exigia uma disciplina rígida. A colocação no orfanato pode ter contribuído para a futura carreira de Chanel, pois foi onde ela aprendeu a costurar. Aos dezoito anos, Chanel, velha demais para permanecer em Aubazine, foi morar em uma pensão para moças católicas na cidade de Moulins.
Posteriormente, Chanel recontaria a história de sua infância modificando aspectos, costumando incluir relatos mais glamourosos, geralmente falsos. Ela disse que quando sua mãe morreu, seu pai partiu para a América em busca de fortuna, e ela foi enviada para morar com duas tias. Ela também afirmou ter nascido uma década depois de 1883 e que sua mãe morreu quando ela tinha muito menos de 11 anos.

## Vida pessoal e início de carreira

### Aspirações para uma carreira no palco
Tendo aprendido a costurar durante seus seis anos em Aubazine, Chanel encontrou um emprego como costureira. Quando não estava costurando, ela cantava em um cabaré frequentado por oficiais de cavalaria. Chanel fez sua estreia nos palcos cantando em um café-chantant (um popular local de entretenimento da época) em um pavilhão de Moulins, La Rotonde. Ela era uma poseuse, uma artista que entretinha a multidão entre as estrelas. Foi nessa época que Gabrielle adquiriu o nome de "Coco" quando passava as noites cantando no cabaré, muitas vezes a música "Who Has Seen Coco?" Ela costumava dizer que o apelido foi dado a ela por seu pai. Outros acreditam que "Coco" veio de Ko Ko Ri Ko e Qui qu'a vu Coco, ou foi uma alusão à palavra francesa para mulher mantida, cocotte. Como artista, Chanel irradiava um fascínio juvenil que atormentava os habitués militares do cabaré.
Em 1906, Chanel trabalhou na cidade termal de Vichy, que ostentava uma profusão de salas de concerto, teatros e cafés onde esperava alcançar o sucesso como intérprete. A juventude e os encantos físicos de Chanel impressionaram aqueles para quem ela fez o teste, mas sua voz para cantar era marginal e ela não conseguiu encontrar trabalho no palco. Obrigada a encontrar um emprego, ela conseguiu trabalho no Grande Grille, onde, como donneuse d'eau, ela era aquela cujo trabalho era servir copos da água mineral supostamente curativa pela qual Vichy era famosa. Quando a temporada de Vichy terminou, Chanel voltou para Moulins e seu antigo refúgio, La Rotonde. Ela percebeu então que uma carreira séria no palco não estava em seu futuro.

#### Balsan e Capel

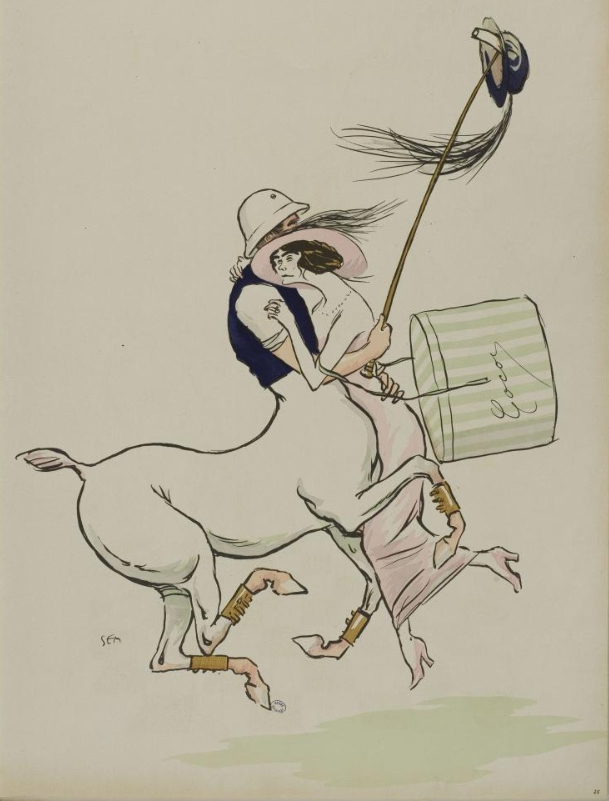
Caricatura de Chanel e Arthur "Boy" Capel por Sem, 1913

Em Moulins, Chanel conheceu um jovem ex-oficial de cavalaria francês e herdeiro têxtil, Étienne Balsan. Aos 23 anos, Chanel tornou-se amante de Balsan, suplantando a cortesã Émilienne d'Alençon como sua nova favorita. Nos três anos seguintes, ela viveu com ele em seu château Royallieu perto de Compiègne, uma área conhecida por seus caminhos equestres arborizados e pela vida de caça. Era um estilo de vida de autoindulgência. A riqueza de Balsan permitia o cultivo de um grupo social que se deleitava em festas e na satisfação dos apetites humanos, com toda a decadência implícita que a acompanhava. Balsan cobriu Chanel com as bugigangas da "vida rica" — diamantes, vestidos e pérolas. A biógrafa Justine Picardie, em seu estudo Coco Chanel: The Legend and the Life, de 2010, sugere que o sobrinho do estilista, André Palasse, supostamente o único filho de sua irmã Julia-Berthe que cometeu suicídio, era filho de Chanel com Balsan.
Em 1908, Chanel começou um caso com um dos amigos de Balsan, o capitão Arthur Edward 'Boy' Capel. Anos depois, Chanel relembrou essa época de sua vida: "dois cavalheiros estavam disputando meu corpinho gostoso". Capel, um rico membro da classe alta inglesa, instalou Chanel em um apartamento em Paris e financiou suas primeiras lojas. Diz-se que o estilo de alfaiataria de Capel influenciou a concepção do visual Chanel. O design do frasco para Chanel No. 5 teve duas origens prováveis, ambas atribuíveis à sua associação com a Capel. Acredita-se que Chanel adaptou as linhas retangulares e chanfradas das garrafas de higiene pessoal da Charvet que ele carregava em sua maleta de couro ou ela adaptou o design da garrafa de uísque que Capel usava. Ela o admirou tanto que desejou reproduzi-lo em "vidro requintado, caro e delicado". O casal passou um tempo juntos em resorts da moda como Deauville, mas apesar das esperanças de Chanel de que eles se estabelecessem juntos, Capel nunca foi fiel a ela. O caso deles durou nove anos. Mesmo depois que Capel se casou com uma aristocrata inglesa, Diana Wyndham, em 1918, ele não rompeu completamente com Chanel. Ele morreu em um acidente rodoviário em 22 de dezembro de 1919. Diz-se que um memorial à beira da estrada no local do acidente de Capel foi encomendado por Chanel. Vinte e cinco anos após o evento, Chanel, então residindo na Suíça, confidenciou a seu amigo Paul Morand: "Sua morte foi um golpe terrível para mim. Ao perder Capel, perdi tudo. O que se seguiu não foi uma vida de felicidade, devo dizer."
Chanel começou a desenhar chapéus enquanto morava com Balsan, inicialmente como uma diversão que evoluiu para um empreendimento comercial. Ela se tornou uma modista licenciada em 1910 e abriu uma butique na 21 rue Cambon, Paris, chamada Chanel Modes. Como este local já abrigava um negócio de roupas estabelecido, Chanel vendia apenas suas criações de chapelaria neste endereço. A carreira de Chanel como chapeleira floresceu quando a atriz de teatro Gabrielle Dorziat usou seus chapéus na peça Bel Ami de Fernand Nozière em 1912. Posteriormente, Dorziat modelou os chapéus de Chanel novamente em fotos publicadas em Les Modes.

#### Deauville e Biarritz
Em 1913, Chanel abriu uma butique em Deauville, financiada por Arthur Capel, onde apresentou roupas casuais de luxo adequadas para lazer e esporte. As modas eram construídas a partir de tecidos humildes como jersey e tricô, na época usados principalmente para roupas íntimas masculinas. A localização era privilegiada, no centro da cidade em uma rua da moda. Aqui, Chanel vendia chapéus, jaquetas, suéteres e a marinière, a blusa de marinheiro. Chanel teve o apoio dedicado de dois membros da família, sua irmã Antoinette e sua tia paterna Adrienne, que tinha a mesma idade. Adrienne e Antoinette foram recrutadas para modelar os designs de Chanel; diariamente as duas mulheres desfilavam pela cidade e em seus calçadões, divulgando as criações da Chanel.
Chanel, determinada a recriar o sucesso que desfrutou em Deauville, abriu um estabelecimento em Biarritz em 1915. Na Côte Basque, perto de clientes espanhóis ricos, era um playground para os endinheirados e os exilados de seus países de origem devido à guerra. A loja de Biarritz foi instalada não como fachada, mas em uma villa em frente ao cassino. Após um ano de operação, o negócio provou ser tão lucrativo que, em 1916, Chanel conseguiu reembolsar o investimento original de Capel. Em Biarritz, Chanel conheceu um aristocrata expatriado, o grão-duque Demétrio Pavlovich da Rússia. Eles tiveram um interlúdio romântico e mantiveram uma estreita associação por muitos anos depois. Em 1919, Chanel foi registrada como couturière e estabeleceu sua maison de couture na 31 rue Cambon, Paris.

## Couturièreestabelecida

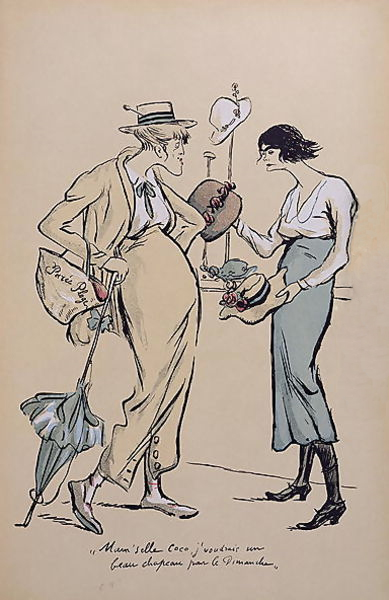
Chanel (à direita) em sua chapelaria, 1919. Caricatura de Sem

Em 1918, Chanel comprou o prédio na rua Cambon, 31, em um dos bairros mais elegantes de Paris. Em 1921, ela abriu uma encarnação inicial de uma butique de moda, com roupas, chapéus e acessórios, posteriormente expandida para oferecer joias e fragrâncias. Em 1927, Chanel possuía cinco propriedades na rue Cambon, edifícios numerados de 23 a 31.
Na primavera de 1920, Chanel foi apresentada ao compositor russo Ígor Stravinski por Serguei Diaguilev, empresário dos Ballets Russes. Durante o verão, Chanel descobriu que a família Stravinsky procurava um lugar para morar, tendo deixado a República Soviética da Rússia após a guerra. Ela os convidou para sua nova casa, Bel Respiro, no subúrbio parisiense de Garches, até que encontrassem uma residência adequada. Chegaram a Bel Respiro na segunda semana de setembro e permaneceram até maio de 1921. Chanel também garantiu a nova produção dos Ballets Russes (1920) de Le Sacre du Printemps (''A Sagração da Primavera') de Stravinsky contra perdas financeiras com um presente anônimo para Diaghilev, estimado em trezentos mil francos. Além de produzir suas coleções de alta-costura, Chanel se dedicou a desenhar trajes de dança para os Ballets Russes. Nos anos de 1923–1937, ela colaborou em produções coreografadas por Diaghilev e o dançarino Vaslav Nijinski, notadamente Le Train bleu, uma ópera-dança; Orphée e Oedipe Roi.
Em 1922, nas corridas de Longchamp, Théophile Bader, fundador da Galeries Lafayettede Paris, apresentou Chanel ao empresário Pierre Wertheimer. Bader estava interessado em vender o Chanel Nº 5 em sua loja de departamentos. Em 1924, Chanel fez um acordo com os irmãos Wertheimer, Pierre e Paul, diretores desde 1917 da eminente casa de perfumes e cosméticos Bourjois. Eles criaram uma entidade corporativa, Parfums Chanel, e os Wertheimers concordaram em fornecer financiamento total para a produção, marketing e distribuição de Chanel No. 5. Os Wertheimers receberiam setenta por cento dos lucros e Théophile Bader vinte por cento. Por dez por cento das ações, Chanel licenciou seu nome para Parfums Chanel e retirou-se do envolvimento em operações comerciais. Mais tarde, descontente com o acordo, Chanel trabalhou por mais de vinte anos para obter o controle total da Parfums Chanel. Ela disse que Pierre Wertheimer era "o bandido que me ferrou".
Uma das associações mais duradouras de Chanel foi com Misia Sert, membro da elite boêmia de Paris e esposa do pintor espanhol José-Maria Sert. Diz-se que o deles era um vínculo imediato de almas gêmeas, e Misia foi atraída por Chanel por "seu gênio, humor letal, sarcasmo e destrutividade maníaca, que intrigou e espantou a todos". Ambas as mulheres foram educadas em conventos e mantiveram uma amizade de interesses compartilhados e confidências. Eles também compartilharam o uso de drogas. Em 1935, Chanel havia se tornado uma usuária habitual de drogas, injetando morfina diariamente até o fim de sua vida. De acordo com The Emperor of Scent, de Chandler Burr, Luca Turin relatou uma história apócrifa em circulação de que Chanel era "chamada de Coco porque ela dava as festas de cocaína mais fabulosas em Paris".

A escritora Colette, que frequentava os mesmos círculos sociais de Chanel, forneceu uma descrição caprichosa de Chanel trabalhando em seu ateliê, que apareceu em Prisons et Paradis (1932):
Se todo rosto humano tem uma semelhança com algum animal, então Mademoiselle Chanel é um pequeno touro preto. Aquele tufo de cabelo preto encaracolado, atributo dos bezerros, cai sobre sua testa até as pálpebras e dança a cada movimento de sua cabeça.

### Associações com aristocratas britânicos

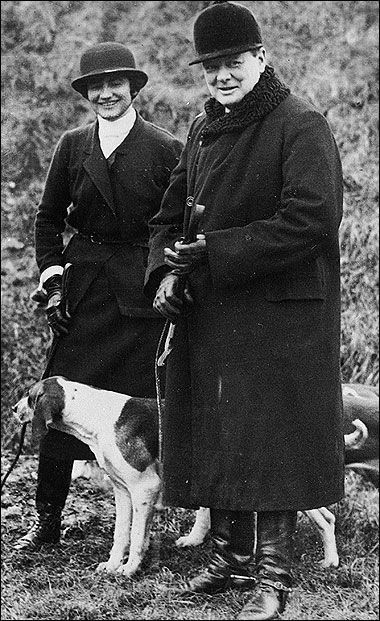
Chanel e Winston Churchill em 1921

Em 1923, Vera Bate Lombardi (nascida Sarah Gertrude Arkwright), supostamente a filha ilegítima do Marquês de Cambridge, ofereceu a Chanel a entrada nos níveis mais altos da aristocracia britânica. Era um grupo de associações de elite que girava em torno de figuras como o político Winston Churchill, aristocratas como o Duque de Westminster e membros da realeza como Eduardo, Príncipe de Gales. Em Monte Carlo, em 1923, aos quarenta anos, Chanel foi apresentada por Lombardi ao imensamente rico duque de Westminster, Hugh Richard Arthur Grosvenor, conhecido por seus íntimos como "Bendor". O duque presenteou Chanel com joias extravagantes, obras de arte caras e uma casa no prestigioso bairro de Mayfair, no distrito de Londres. Seu caso com Chanel durou dez anos.

O duque, um antissemita declarado, intensificou a antipatia inerente de Chanel em relação aos judeus. Ele compartilhou com ela uma homofobia expressa. Em 1946, Chanel foi citada por seu amigo e confidente, Paul Morand, 
Homossexuais? ... Já vi jovens arruinadas por essas queers horríveis: drogas, divórcio, escândalo. Eles usarão todos os meios para destruir um competidor e se vingar de uma mulher. As queers querem ser mulheres — mas são mulheres horríveis. Eles são encantadores!
 Coincidindo com sua apresentação ao duque, foi sua apresentação, novamente por meio de Lombardi, ao primo de Lombardi, o Príncipe de Gales, Eduardo VIII. O príncipe supostamente estava apaixonado por Chanel e a perseguiu apesar de seu envolvimento com o duque de Westminster. A fofoca dizia que ele visitou Chanel em seu apartamento e pediu que ela o chamasse de "David", um privilégio reservado apenas para seus amigos mais próximos e familiares. Anos depois, Diana Vreeland, editora da Vogue, insistiria que "a Chanel apaixonada, focada e ferozmente independente, um tour de force virtual", e o príncipe "tiveram um grande momento romântico juntos".
Em 1927, o duque de Westminster deu a Chanel um terreno que havia comprado em Roquebrune-Cap-Martin, na Riviera Francesa. Chanel construiu uma villa aqui, que ela chamou de La Pausa, contratando o arquiteto Robert Streitz. O conceito de Streitz para a escada e o pátio continha elementos de design inspirados em Aubazine, o orfanato onde Chanel passou sua juventude. Quando perguntada por que ela não se casou com o duque de Westminster, ela teria dito: "Houve várias duquesas de Westminster. Há apenas uma Chanel".
Durante o caso de Chanel com o duque de Westminster na década de 1930, seu estilo começou a refletir suas emoções pessoais. Sua incapacidade de reinventar o vestidinho preto era sinal dessa realidade. Ela começou a projetar uma estética "menos é mais".

### Designpara cinema

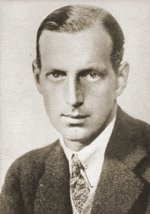
Grão-Duque Demétrio Pavlovich Romanov no exílio na década de 1920

Em 1931, enquanto estava em Monte Carlo, Chanel conheceu Samuel Goldwyn. Ela foi apresentada por meio de um amigo em comum, o grão-duque Demétrio Pavlovich, primo do último czar da Rússia, Nicolau II. Goldwyn ofereceu a Chanel uma proposta tentadora. Pela quantia de um milhão de dólares (aproximadamente 75 milhões de dólares hoje), ele a levava a Hollywood duas vezes por ano para desenhar figurinos para suas estrelas. Chanel aceitou a oferta. Acompanhando-a em sua primeira viagem a Hollywood, estava sua amiga Misia Sert.
A caminho de Nova Iorque para a Califórnia, viajando em um vagão de trem branco luxuosamente equipado para seu uso, Chanel foi entrevistada pela revista Collier's em 1932. Ela disse que havia concordado em ir a Hollywood para "ver o que as fotos têm a me oferecer e o que tenho a oferecer as fotos". Chanel desenhou as roupas usadas na tela por Gloria Swanson, em Tonight or Never (1931), e por Ina Claire em The Greeks Had a Word for Them (1932). Tanto Greta Garbo quanto Marlene Dietrich se tornaram clientes particulares.
Sua experiência com o cinema americano deixou Chanel com aversão ao negócio cinematográfico de Hollywood e aversão à cultura do mundo do cinema, que ela chamou de "infantil". O veredito de Chanel foi que "Hollywood é a capital do mau gosto e é vulgar." Por fim, sua estética de design não se traduziu bem no cinema. The New Yorker especulou que Chanel deixou Hollywood porque "disseram a ela que seus vestidos não eram sensacionais o suficiente. Ela fazia uma dama parecer uma dama, enquanto Hollywood queria que parecesse duas damas." Chanel passou a desenhar os figurinos para vários filmes franceses, incluindo o filme La Règle du jeu, de Jean Renoir, de 1939, no qual foi creditada como La Maison Chanel. Chanel apresentou o esquerdista Renoir a Luchino Visconti, sabendo que o tímido italiano esperava trabalhar no cinema. Renoir ficou favoravelmente impressionado com Visconti e o trouxe para trabalhar em seu próximo projeto de filme.

### Contatos importantes: Reverdy e Iribe
Chanel foi amante de alguns dos homens mais influentes de seu tempo, mas nunca se casou. Ela teve relacionamentos significativos com o poeta Pierre Reverdy e o ilustrador e designer Paul Iribe. Depois que seu romance com Reverdy terminou em 1926, eles mantiveram uma amizade que durou cerca de quarenta anos. Postula-se que as máximas lendárias atribuídas a Chanel e publicadas em periódicos foram elaboradas sob a orientação de Reverdy — um esforço colaborativo.
Uma revisão de sua correspondência revela uma completa contradição entre a falta de jeito de Chanel, a escritora de cartas, e o talento de Chanel como compositora de máximas. [...] Depois de corrigir o punhado de aforismos que Chanel escreveu sobre seu métier, Reverdy acrescentou a esta coleção de "chanelismos" uma série de pensamentos de natureza mais geral, alguns tocando na vida e no gosto, outros no fascínio e no amor.
Seu envolvimento com Iribe foi profundo até sua morte repentina em 1935. Iribe e Chanel compartilhavam a mesma política reacionária, com Chanel financiando o boletim informativo mensal, ultranacionalista e antirrepublicano de Iribe, Le Témoin, que encorajava a xenofobia e pregava o antissemitismo. Em 1936, um ano depois de o Le Témoin ter cessado a publicação, Chanel desviou-se para o extremo oposto do continuum ideológico ao financiar a revista radical de esquerda Futur.

### Rivalidade com Schiaparelli
A Chanel era uma empresa lucrativa, empregando quatro mil pessoas em 1935. À medida que a década de 1930 avançava, o lugar de Chanel no trono da alta-costura foi ameaçado. O visual de menino e as saias curtas da melindrosa dos anos 1920 pareciam desaparecer da noite para o dia. Os designs de Chanel para estrelas de cinema em Hollywood não tiveram sucesso e não melhoraram sua reputação como esperado. Mais significativamente, a estrela de Chanel foi eclipsada por sua principal rival, a estilista Elsa Schiaparelli. Os designs inovadores de Schiaparelli, repletos de referências lúdicas ao surrealismo, foram aclamados pela crítica e geraram entusiasmo no mundo da moda. Sentindo que estava perdendo sua vanguarda, Chanel colaborou com Jean Cocteau em sua peça de teatro Oedipe Rex. Os figurinos que ela desenhou foram ridicularizados e criticados: "Envoltos em bandagens, os atores pareciam múmias ambulantes ou vítimas de algum acidente terrível." Ela também esteve envolvida no figurino de Baccanale, uma produção do Ballets Russes de Monte Carlo. Os desenhos foram feitos por Salvador Dalí. No entanto, devido à declaração de guerra da Grã-Bretanha em 3 de setembro de 1939, o balé foi forçado a deixar Londres. Eles deixaram os figurinos na Europa e foram refeitos, de acordo com os desenhos iniciais de Dali, por Karinska.

## Segunda Guerra Mundial
Em 1939, no início da Segunda Guerra Mundial, Chanel fechou suas lojas, mantendo seu apartamento situado acima da casa de alta costura na Rue de Cambon, 31. Ela disse que não era hora de moda; como resultado de sua ação, quatro mil funcionárias perderam seus empregos. Seu biógrafo Hal Vaughan sugere que Chanel usou a eclosão da guerra como uma oportunidade para retaliar contra os trabalhadores que fizeram greve por salários mais altos e horas de trabalho mais curtas na greve geral francesa de 1936. Ao fechar sua casa de alta-costura, Chanel fez uma declaração definitiva de suas opiniões políticas. Sua antipatia pelos judeus, supostamente aguçada por sua associação com as elites da sociedade, solidificou suas crenças. Ela compartilhou com muitos de seu círculo a convicção de que os judeus eram uma ameaça para a Europa por causa do governo bolchevique na União Soviética.
Durante a ocupação alemã, Chanel residia no Hotel Ritz. Era notável como o local de residência preferido do pessoal militar alemão de alto escalão. Durante este tempo, ela teve uma ligação romântica com o barão Hans Günther von Dincklage, um aristocrata alemão e membro da nobre família Dincklage. Ele serviu como diplomata em Paris e foi um ex-oficial do Exército Prussiano e Procurador-Geral que operava na inteligência militar desde 1920, que facilitou seus arranjos no Ritz.

### Batalha pelo controle daParfums Chanel

Perfume de assinatura da Casa de Chanel, Chanel No. 5

Sleeping with the Enemy, Coco Chanel and the Secret War, escrito por Hal Vaughan, solidifica ainda mais a consistência dos documentos da inteligência francesa divulgados ao descrever Chanel como uma "antissemita perversa" que elogiou Hitler.
A Segunda Guerra Mundial, especificamente a apreensão nazista de todas as propriedades e empresas de propriedade de judeus, deu a Chanel a oportunidade de ganhar toda a fortuna monetária gerada pela Parfums Chanel e seu produto mais lucrativo, Chanel No. 5. Os diretores da Parfums Chanel, os Wertheimers, eram judeus. Chanel usou sua posição como "ariana" para fazer uma petição às autoridades alemãs para legalizar sua reivindicação de propriedade exclusiva.
Em 5 de maio de 1941, ela escreveu ao administrador do governo encarregado de decidir sobre a alienação de ativos financeiros judeus. Seus motivos de propriedade foram baseados na alegação de que Parfums Chanel "ainda é propriedade de judeus" e foi legalmente "abandonado" pelos proprietários.:150

Ela escreveu: 
Eu tenho um direito indiscutível de prioridade [...] os lucros que recebi de minhas criações desde a fundação deste negócio [...] são desproporcionais [...] [e] vocês podem ajudar a reparar em parte os preconceitos que sofri ao longo desses dezessete anos.
Chanel não sabia que os Wertheimers, antecipando os próximos mandatos nazistas contra os judeus, haviam, em maio de 1940, transferido legalmente o controle da Parfums Chanel para Félix Amiot, um empresário e industrial francês cristão. No final da guerra, Amiot devolveu "Parfums Chanel" às mãos dos Wertheimers.
Durante o período logo após o fim da Segunda Guerra Mundial, o mundo dos negócios observou com interesse e alguma apreensão a luta legal pelo controle da Parfums Chanel. As partes interessadas no processo estavam cientes de que as afiliações nazistas de Chanel durante a guerra, se tornadas de conhecimento público, ameaçariam seriamente a reputação e o status da marca Chanel. A revista Forbes resumiu o dilema enfrentado pelos Wertheimers: [é a preocupação de Pierre Wertheimer] como "uma luta legal pode iluminar as atividades de Chanel durante a guerra e destruir sua imagem — e seus negócios."
Chanel contratou René de Chambrun, genro do primeiro-ministro da França de Vichy, Pierre Laval, como seu advogado para processar os Wertheimer. No final das contas, os Wertheimers e Chanel chegaram a um acordo mútuo, renegociando o contrato original de 1924. Em 17 de maio de 1947, Chanel recebeu os lucros do tempo de guerra com a venda do Chanel nº 5, um valor equivalente a cerca de doze milhões de dólares na avaliação de 2022. Sua participação futura seria de dois por cento de todas as vendas do Chanel nº 5 em todo o mundo (projetadas para arrecadar 34 milhões de dólares por ano em 2022), tornando-a uma das mulheres mais ricas do mundo na época em que o contrato foi renegociado. Além disso, Pierre Wertheimer concordou com uma estipulação incomum proposta pela própria Chanel: Wertheimer concordou em pagar todas as despesas de vida de Chanel — das triviais às grandes — pelo resto de sua vida.

## Atividade como agente nazista

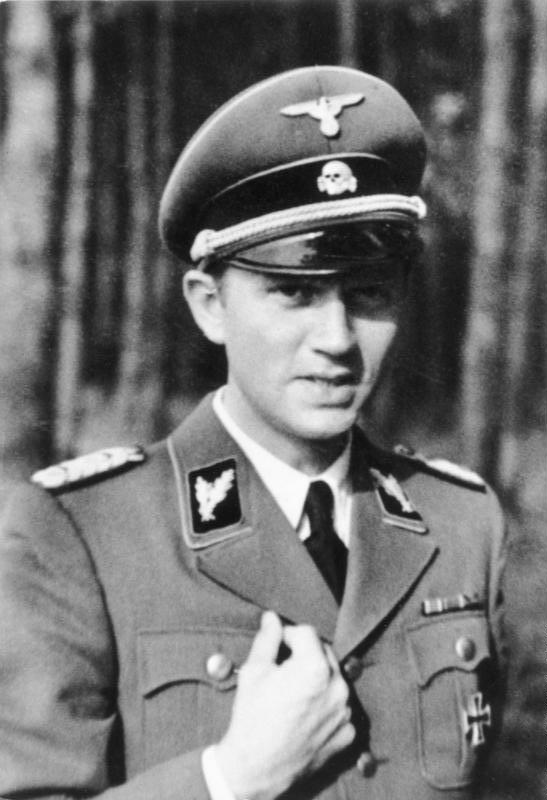
SS-Oberführer Walter Schellenberg, Chefe da inteligência SS, o Sicherheitsdienst

Documentos de arquivo desclassificados encontrados por Vaughan revelam que a Préfecture de Police francesa tinha um documento sobre Chanel no qual ela era descrita como "Costureira e perfumista. Pseudônimo: Westminster. Referência do agente: F 7124. Sinalizada como suspeita no arquivo" (Pseudonyme: Westminster. Indicatif d'agent: F 7124. Signalée comme suspecte au fichier). Para Vaughan, esta foi uma informação reveladora ligando Chanel às operações de inteligência alemãs. O ativista antinazista Serge Klarsfeld pôs em cheque tal informação, alegando que "não é só porque Chanel tinha um número de espionagem que ela, necessariamente, tinha envolvimento pessoal".
Vaughan estabelece que Chanel se comprometeu com a causa alemã já em 1941 e trabalhou para o general Walter Schellenberg, chefe da agência de inteligência alemã Sicherheitsdienst (Serviço de Segurança; SD) e da rede de espionagem de inteligência militar Abwehr (Contrainteligência) no Escritório Central de Segurança do Reich (Reichssicherheitshauptamt; RSHA) em Berlim. No final da guerra, Schellenberg foi julgado pelo Tribunal Militar de Nuremberga, e condenado a seis anos de prisão por crimes de guerra. Ele foi libertado em 1951 devido a uma doença hepática incurável e se refugiou na Itália. Chanel pagou pelos cuidados médicos e despesas de manutenção de Schellenberg, sustentou financeiramente sua esposa e família e pagou pelo funeral de Schellenberg após sua morte em 1952.
As suspeitas do envolvimento de Coco Chanel começaram quando os tanques alemães entraram em Paris e começaram a ocupação nazista. Chanel imediatamente buscou refúgio no luxuoso Hotel Ritz, que também era usado como quartel-general do exército alemão. Foi no Hotel Ritz que se apaixonou pelo barão Hans Gunther von Dincklage, que trabalhava na embaixada alemã perto da Gestapo. Quando a ocupação nazista da França começou, Chanel decidiu fechar sua loja, alegando uma motivação patriótica por trás dessa decisão. No entanto, quando ela se mudou para o mesmo Hotel Ritz que abrigava os militares alemães, suas motivações ficaram claras para muitos. Enquanto muitas mulheres na França foram punidas por "colaboração horizontal" com oficiais alemães, Chanel não enfrentou tal ação. Na época da libertação francesa em 1944, Chanel deixou um bilhete na vitrine de sua loja explicando que o Chanel nº 5 era gratuito para todos os soldados. Durante esse tempo, ela fugiu para a Suíça para evitar acusações criminais por suas colaborações como espiã nazista. Após a libertação, ela foi entrevistada em Paris por Malcolm Muggeridge, que na época era oficial da inteligência militar britânica, sobre seu relacionamento com os nazistas durante a ocupação da França.

### Operação Modellhut
No final de 2014, as agências de inteligência francesas desclassificaram e divulgaram documentos confirmando o papel de Coco Chanel na Alemanha na Segunda Guerra Mundial. Trabalhando como espiã, Chanel esteve diretamente envolvida em um plano para o Terceiro Reich assumir o controle de Madri. Tais documentos identificam Chanel como agente da inteligência militar alemã, a Abwehr. Chanel visitou Madri em 1943 para convencer o embaixador britânico na Espanha, Sir Samuel Hoare, amigo de Winston Churchill, sobre uma possível rendição alemã, uma vez que a guerra se inclinava para uma vitória dos Aliados. Uma das missões mais proeminentes em que ela esteve envolvida foi a Operação Modellhut ("Operação Model Hat"). Seu dever era atuar como mensageira da Inteligência Estrangeira de Hitler para Churchill, para provar que alguns membros do Terceiro Reich tentaram a paz com os Aliados.

Em 1943, Chanel viajou para o RSHA em Berlim — a "cova dos leões" — com seu contato e "velho amigo", o adido de imprensa da Embaixada da Alemanha em Paris, Barão Hans Günther von Dincklage, ex-oficial do Exército prussiano e procurador-geral, que era também conhecido como "Sparrow" entre seus amigos e colegas. Dincklage também foi colaborador do SD alemão; seus superiores sendo Walter Schellenberg e Alexander Waag em Berlim. Chanel e Dincklage deveriam se reportar a Schellenberg no RSHA, com um plano que Chanel havia proposto a Dincklage: ela, Coco Chanel, deveria encontrar Churchill e persuadi-lo a negociar com os alemães. No final de 1943 ou início de 1944, Chanel e seu superior da SS, Schellenberg, que tinha uma queda por esquemas não convencionais, elaboraram um plano para fazer com que a Grã-Bretanha considerasse uma paz separada a ser negociada pelas SS. Quando interrogado pela inteligência britânica no final da guerra, Schellenberg afirmou que Chanel era "uma pessoa que conhecia Churchill o suficiente para iniciar negociações políticas com ele". Para esta missão, codinome Operação Modellhut, eles também recrutaram Vera Bate Lombardi. O conde Joseph von Ledebur-Wicheln, um agente nazista que desertou para o serviço secreto britânico em 1944, relembrou uma reunião que teve com Dincklage no início de 1943, na qual o barão sugeriu incluir Lombardi como mensageira. Dincklage supostamente disse, 
A Abwehr teve primeiro que trazer para a França uma jovem italiana [Lombardi] a quem Coco Chanel estava ligada por causa de seus vícios lésbicos
Sem saber das maquinações de Schellenberg e Chanel, Lombardi foi levada a acreditar que a próxima viagem à Espanha seria uma viagem de negócios explorando o potencial para estabelecer a alta-costura da Chanel em Madri. Lombardi atuou como intermediária, entregando uma carta escrita por Chanel a Churchill, a ser encaminhada a ele por meio da Embaixada Britânica em Madri. O oficial de ligação da SS de Schellenberg, Walter Kutschmann, atuou como bagman, "instruído a entregar uma grande quantidade de dinheiro à Chanel em Madri". No final das contas, a missão foi um fracasso para os alemães: os arquivos da inteligência britânica revelam que o plano fracassou depois que Lombardi, ao chegar a Madri, denunciou Chanel e outros à embaixada britânica como espiões nazistas.

### Proteção contra acusação
Em setembro de 1944, Chanel foi interrogada pelo Comitê de Expurgo da França Livre, a épuration. O comitê não tinha nenhuma evidência documentada de suas atividades colaborativas e foi obrigado a liberá-la. De acordo com a sobrinha-neta de Chanel, Gabrielle Palasse Labrunie, quando Chanel voltou para casa, ela disse: "Churchill me libertou".
A extensão da intervenção de Churchill para Chanel após a guerra tornou-se assunto de fofoca e especulação. Alguns historiadores afirmaram que as pessoas temiam que, se Chanel fosse forçada a testemunhar sobre suas próprias atividades no julgamento, ela exporia as simpatias e atividades pró-nazistas de certos altos funcionários britânicos, membros da elite da sociedade e da família real. Vaughan escreve que alguns afirmam que Churchill instruiu Duff Cooper, embaixador britânico no governo provisório francês, a proteger Chanel.
Solicitada a comparecer em Paris perante os investigadores em 1949, Chanel deixou seu retiro na Suíça para confrontar o testemunho prestado contra ela no julgamento do crime de guerra do barão Louis de Vaufreland, um traidor francês e agente de inteligência alemão de alto escalão. Chanel negou todas as acusações. Ela ofereceu ao juiz presidente, Leclercq, uma referência de personagem: "Eu poderia providenciar uma declaração do Sr. Duff Cooper."

O amigo e biógrafo de Chanel, Marcel Haedrich, disse sobre sua interação durante a guerra com o regime nazista: 
Se alguém levasse a sério as poucas revelações que Mademoiselle Chanel se permitia fazer sobre aqueles anos negros da ocupação, ficaria com os dentes cerrados.
A amizade de Churchill e Chanel marca sua origem na década de 1920, com a erupção do início escandaloso de Chanel ao se apaixonar pelo duque de Westminster. A intervenção de Churchill no final da guerra impediu a punição de Chanel por colaborações de espionagem e, finalmente, salvou seu legado.

### Controvérsia
Quando o livro de Vaughan foi publicado em agosto de 2011, sua divulgação do conteúdo de documentos de inteligência militar recentemente desclassificados gerou considerável controvérsia sobre as atividades de Chanel. A Chanel emitiu um comunicado, partes do qual foram publicadas por vários meios de comunicação. A empresa "refutou a alegação" (de espionagem), embora reconhecesse que os funcionários da empresa leram apenas trechos do livro para a mídia.

O Grupo Chanel afirmou, 
O que é certo é que ela teve um relacionamento com um aristocrata alemão durante a guerra. Claramente não foi o melhor período para ter uma história de amor com um alemão, mesmo que o Barão von Dincklage fosse inglês por parte de mãe e ela (Chanel) o conhecesse antes da guerra.
Em entrevista concedida à Associated Press, o autor Vaughan discutiu a virada inesperada de sua pesquisa, 
Eu estava procurando outra coisa e me deparei com este documento dizendo 'Chanel é uma agente nazista' [...] Então eu realmente comecei a procurar em todos os arquivos, nos Estados Unidos, em Londres, em Berlim e em Roma e eu encontrei não um, mas vinte, trinta, quarenta materiais de arquivo absolutamente sólidos sobre Chanel e seu amante, Hans Günther von Dincklage, que era um espião profissional da Abwehr.
Vaughan também abordou o desconforto que muitos sentiram com as revelações fornecidas em seu livro: 
Muita gente neste mundo não quer que a figura icônica de Gabrielle Coco Chanel, um dos grandes ídolos culturais da França, seja destruída. Definitivamente, isso é algo que muitas pessoas prefeririam deixar de lado, esquecer, para continuar vendendo lenços e joias Chanel.

## Vida pós-guerra e carreira
Em 1945, Chanel mudou-se para a Suíça, onde viveu vários anos, parte do tempo com Dincklage. Em 1953 ela vendeu sua villa La Pausa na Riviera Francesa para o editor e tradutor Emery Reves. Cinco quartos de La Pausa foram replicados no Museu de Arte de Dallas, para abrigar a coleção de arte dos Reves, bem como peças de mobiliário pertencentes a Chanel.
Ao contrário da era pré-guerra, quando as mulheres reinavam como os principais costureiros, Christian Dior alcançou o sucesso em 1947 com seu "New Look", e um grupo de estilistas masculinos alcançou reconhecimento: Dior, Cristóbal Balenciaga, Robert Piguet e Jacques Fath. Chanel estava convencida de que as mulheres acabariam se rebelando contra a estética favorecida pelos estilistas masculinos, o que ela chamou de design "ilógico": os "cinturadores, sutiãs acolchoados, saias pesadas e jaquetas rígidas".
Com mais de 70 anos, depois de ter encerrado a sua casa de alta-costura durante quinze anos, sentiu que era o momento certo para regressar ao mundo da moda.:320 O renascimento de sua casa de alta costura em 1954 foi totalmente financiado pelo oponente de Chanel na batalha do perfume, Pierre Wertheimer.:176–77 Quando Chanel lançou sua coleção de retorno em 1954, a imprensa francesa foi cautelosa devido à sua colaboração durante a guerra e à controvérsia da coleção. No entanto, a imprensa americana e britânica o viu como um "avanço", reunindo moda e juventude de uma nova maneira. Bettina Ballard, a influente editora da Vogue americana, permaneceu leal a Chanel e apresentou a modelo Marie-Hélène Arnaud — a "cara da Chanel" na década de 1950 — na edição de março de 1954,:270 fotografada por Henry Clarke, usando três looks: um vestido vermelho com decote em V combinado com colares de pérolas; um vestido noturno anarruga em camadas; e um terno de meia-calça de jersey azul marinho. Arnaud usava essa roupa, "com sua jaqueta de cardigã ligeiramente acolchoada e de ombros quadrados, dois bolsos e mangas que desabotoavam para trás para revelar punhos brancos", acima de "uma blusa de musselina branca com colarinho alegre e laço [que ficava] perfeitamente no lugar com pequenas abas que abotoam na cintura de uma saia fácil de linha A.":151 Ballard comprou o terno ela mesma, o que deu "uma impressão avassaladora de elegância juvenil e despreocupada", e os pedidos de roupas que Arnaud havia modelado logo chegaram dos Estados Unidos.:273

## Últimos anos
De acordo com Edmonde Charles-Roux,:222 Chanel tornou-se tirânica e extremamente solitária no final da vida. Em seus últimos anos, ela às vezes era acompanhada por Jacques Chazot e seu confidente Lilou Marquand. Uma amiga fiel também era a brasileira Aimée de Heeren, que morava em Paris quatro meses por ano no vizinho Hôtel Meurice. As ex-rivais compartilharam boas lembranças dos tempos com o duque de Westminster. Elas frequentemente passeavam juntas pelo centro de Paris.

## Morte
No início de 1971, Chanel tinha 87 anos, estava cansada e doente. Ela realizou sua rotina habitual de preparação do catálogo de primavera. Ela havia saído para um longo passeio de carro na tarde de sábado, 9 de janeiro. Logo depois, sentindo-se mal, ela foi para a cama cedo.:196 Ela anunciou suas palavras finais para sua criada, que foram: "Veja, é assim que você morre."
Ela morreu no domingo, 10 de janeiro de 1971, no Hotel Ritz, onde residia há mais de trinta anos.
Seu funeral foi realizado na Igreja de la Madeleine; suas modelos ocuparam os primeiros assentos durante a cerimônia e seu caixão foi coberto com flores brancas — camélias, gardênias, orquídeas, azáleas e algumas rosas vermelhas. Salvador Dalí, Serge Lifar, Jacques Chazot, Yves Saint Laurent e Marie-Hélène de Rothschild assistiram ao seu funeral na Igreja da Madalena. Seu túmulo está no Cemitério Bois-de-Vaux, Lausana, Suíça.
A maior parte de seu patrimônio foi herdada por seu sobrinho André Palasse, que morava na Suíça, e suas duas filhas, que moravam em Paris.
Embora Chanel tenha sido vista como uma figura proeminente da moda de luxo durante sua vida, a influência de Chanel foi examinada posteriormente após sua morte em 1971. Quando Chanel morreu, a primeira-dama da França, Mme Pompidou, organizou um tributo ao herói. Logo, documentos prejudiciais das agências de inteligência francesas foram divulgados, descrevendo os envolvimentos de Chanel durante a guerra, encerrando rapidamente seus monumentais planos funerários.

## Legado comodesigner

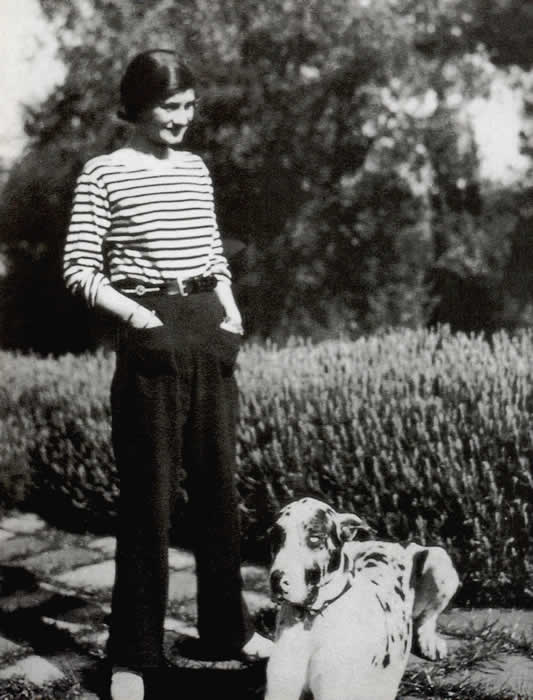
Chanel vestindo camisa e calça de marinheiro, 1928

Já em 1915, Harper's Bazaar delirou com os designs de Chanel: "A mulher que não tem pelo menos um Chanel está desesperadamente fora de moda [...] Nesta temporada, o nome Chanel está na boca de todos os compradores.":14 A ascendência de Chanel foi o golpe mortal oficial para a silhueta feminina com espartilho. Os enfeites, confusão e restrições suportadas por gerações anteriores de mulheres eram agora ultrapassadas; sob sua influência — foram-se os "aigrettes, cabelos longos, saias curtas".:11 Sua estética de design redefiniu a mulher da moda na era pós-Primeira Guerra Mundial. O visual da marca registrada da Chanel era de facilidade juvenil, fisicalidade liberada e confiança esportiva desimpedida.
A cultura do cavalo e o gosto pela caça tão apaixonadamente perseguidos pelas elites, especialmente a britânica, incendiaram a imaginação de Chanel. Sua própria indulgência entusiástica na vida esportiva levou a designs de roupas informados por essas atividades. Das suas incursões aquáticas pelo mundo do iatismo, ela se apropriou das roupas associadas às atividades náuticas: a camisa listrada horizontal, a calça boca de sino, os suéteres de gola careca e as alpargatas – tudo tradicionalmente usado por marinheiros e pescadores.:47, 79

### Tecidojersey

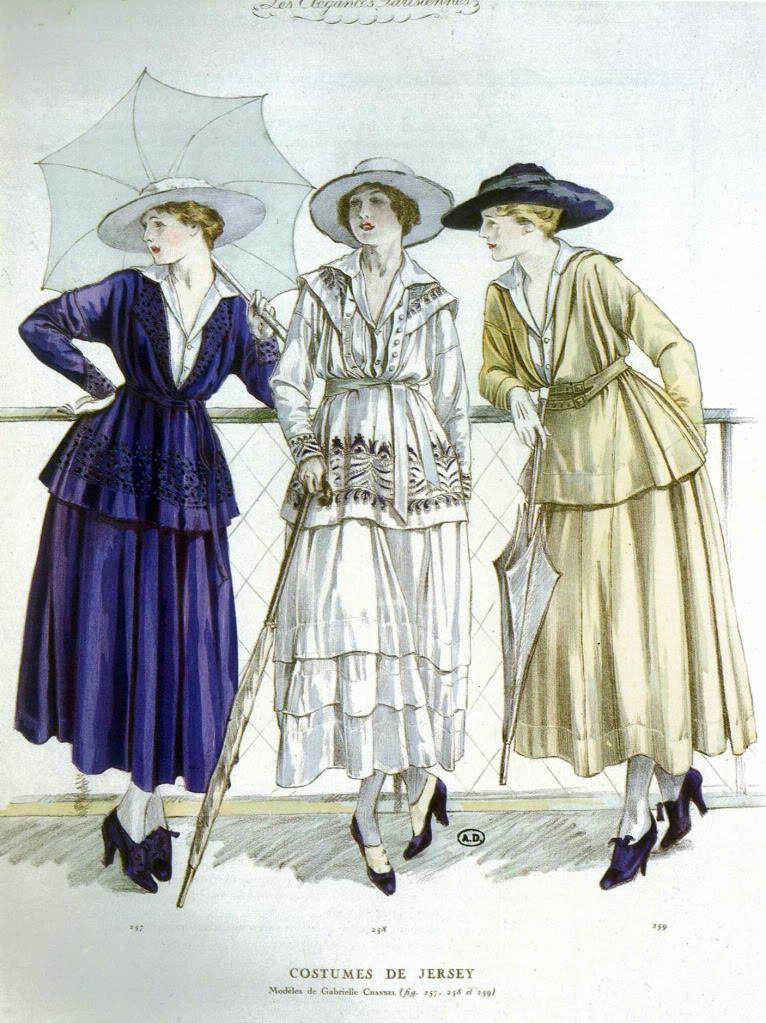
Três roupas de jersey da Chanel, março de 1917

O triunfo inicial de Chanel foi o uso inovador de jérsei, um material tricotado à máquina fabricado para ela pela empresa Rodier.:128, 133 Tradicionalmente relegado à fabricação de roupas íntimas e roupas esportivas (tênis, golfe e trajes de praia), o jérsei era considerado muito "comum" para ser usado em alta-costura e não era apreciado pelos designers porque a estrutura da malha o tornava difícil de manusear em comparação com os tecidos. De acordo com o Museu Metropolitano de Arte, "com sua situação financeira precária nos primeiros anos de sua carreira de designer, Chanel comprou jérsei principalmente por seu baixo custo. As qualidades do tecido, no entanto, garantiram que a estilista continuasse a usá-lo por muito tempo depois que seu negócio se tornou lucrativo." O traje de viagem de jérsei de lã da Chanel consistia em uma jaqueta cardigã e saia plissada, combinada com um pulôver de cinto baixo. Esse conjunto, usado com sapatos de salto baixo, tornou-se o visual casual em roupas femininas caras.:13, 47
A introdução do jérsei pela Chanel na alta-costura funcionou bem por dois motivos: primeiro, a guerra causou uma escassez de materiais de alta costura mais tradicionais e, segundo, as mulheres começaram a desejar roupas mais simples e práticas. Seus ternos e vestidos de jérsei fluidos foram criados com essas noções em mente e permitiram movimentos livres e fáceis. Isso foi muito apreciado na época porque as mulheres trabalhavam para o esforço de guerra como enfermeiras, funcionárias públicas e em fábricas. Seus trabalhos envolviam atividade física e eles tinham que andar de trem, ônibus e bicicleta para chegar ao trabalho.:57 Para tais circunstâncias, eles desejavam roupas que não cedessem facilmente e pudessem ser vestidas sem a ajuda de servos.:28

### Influência eslava
Designers como Paul Poiret e Mariano Fortuny introduziram referências étnicas na alta-costura nos anos 1900 e início dos anos 1910. Chanel continuou essa tendência com designs inspirados nos eslavos no início dos anos 1920. As contas e bordados em suas roupas nessa época eram executados exclusivamente pela Kitmir, uma casa de bordados fundada por uma aristocrata russa exilada, a grã-duquesa Maria Pavlovna, que era irmã do antigo amante de Chanel, o grão-duque Demétrio Pavlovich. A fusão de Kitmir de costura oriental com motivos folclóricos estilizados foi destacada nas primeiras coleções de Chanel. Um vestido de noite de 1922 veio com um lenço de cabeça 'babushka'. Além do lenço na cabeça, as roupas da Chanel desse período apresentavam blusas com gola quadrada e cinto longo, alusivas ao traje dos mujiques russos (camponeses) conhecido como roubachka.:172 Desenhos noturnos eram frequentemente bordados com cristais brilhantes e azeviches pretos.:25–26

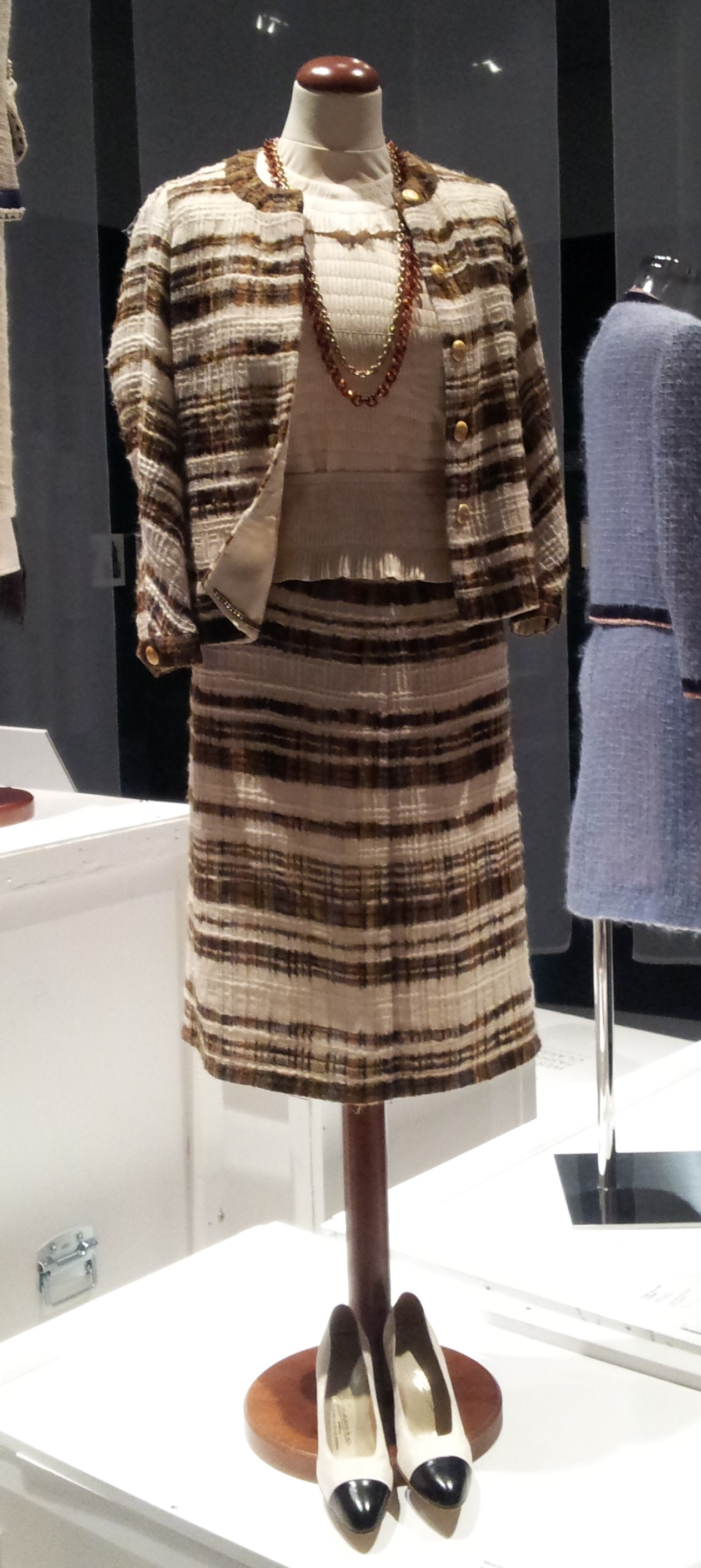
Terno Chanel e blusa de seda, 1965

### Terno Chanel
Introduzido pela primeira vez em 1923, o terno de tweed Chanel foi projetado para conforto e praticidade. Consistia em uma jaqueta e saia em lã macia e leve ou tweed de mohair, e uma blusa e forro de jaqueta em jersey ou seda. Chanel não enrijeceu o material nem usou ombreiras, como era comum na moda contemporânea. Ela cortou as jaquetas no grão reto, sem adicionar dardos no busto. Isso permitiu um movimento rápido e fácil. Ela desenhou o decote para deixar o pescoço confortavelmente livre e adicionou bolsos funcionais. Para maior conforto, a saia tinha gorgurão na cintura, ao invés de cinto. Mais importante, atenção meticulosa foi dada aos detalhes durante os ajustes. As medições foram feitas de um cliente em pé com os braços cruzados na altura dos ombros. Chanel conduziu testes com modelos, fazendo-as andar, subir em uma plataforma como se estivessem subindo as escadas de um ônibus imaginário e se curvar como se estivessem entrando em um carro esportivo rebaixado. Chanel queria garantir que as mulheres pudessem fazer todas essas coisas enquanto usavam seu terninho, sem expor acidentalmente partes do corpo que queriam cobrir. Cada cliente teria ajustes repetidos até que seu traje estivesse confortável o suficiente para realizar as atividades diárias com conforto e facilidade.

### Camélia
A camélia teve uma associação estabelecida utilizada na obra literária de Alexandre Dumas, La Dame aux Camélias (A Dama das Camélias). Sua heroína e sua história ressoaram para Chanel desde a juventude. A flor era associada à cortesã, que usava uma camélia para anunciar sua disponibilidade. A camélia passou a ser identificada com a Casa de Chanel; a estilista a usou pela primeira vez em 1933 como elemento decorativo em um terno preto com detalhes em branco.

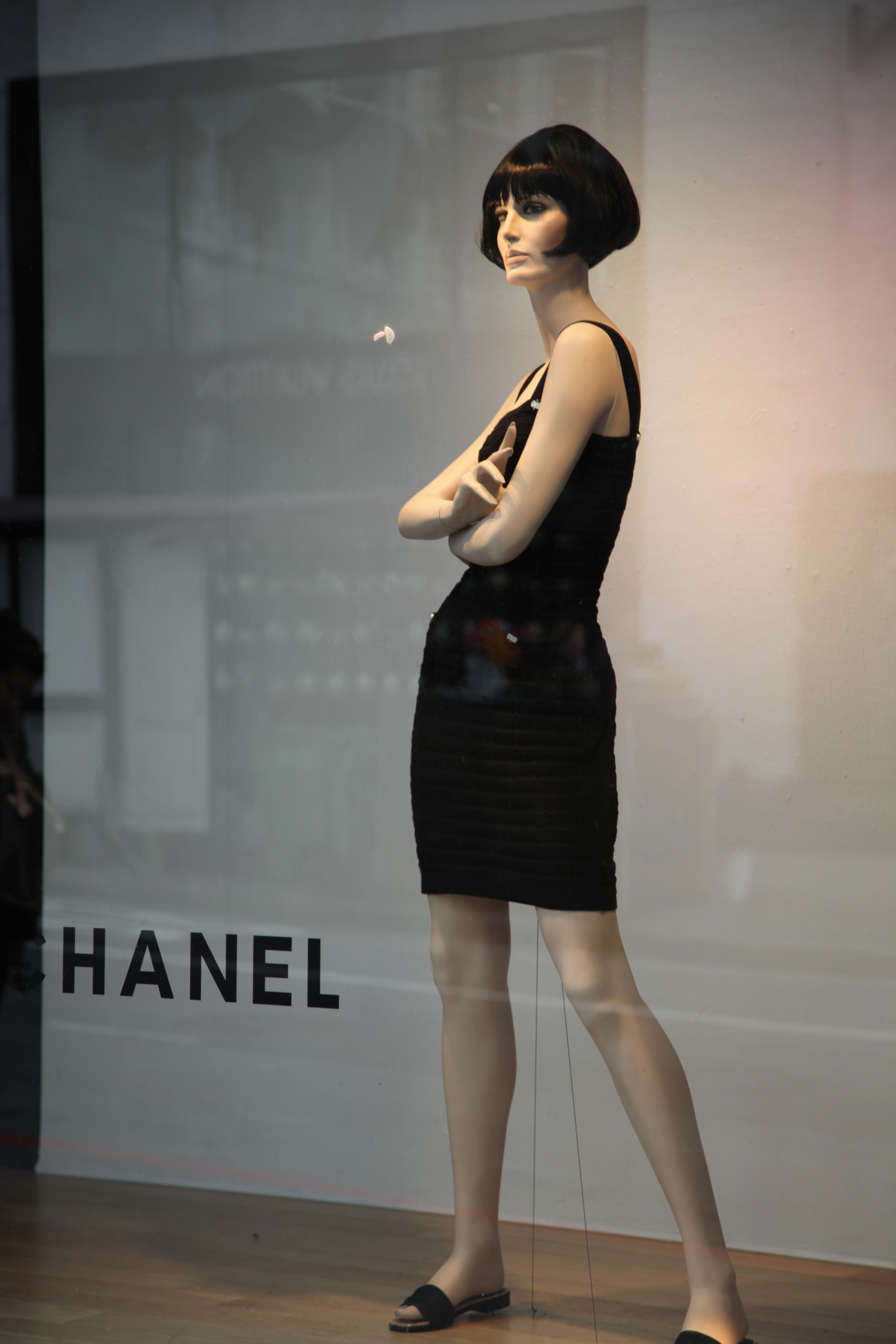
Modelagem do vestidinho preto atemporal da Chanel, 2011

### Vestidinho preto
Depois do terninho de jérsei, o conceito do vestidinho preto é frequentemente citado como uma contribuição da Chanel ao léxico da moda, um estilo ainda usado até hoje. Em 1912–1913, a atriz Suzanne Orlandi foi uma das primeiras mulheres a usar um vestidinho preto Chanel, em veludo com gola branca. Em 1920, a própria Chanel jurou que, enquanto observava uma audiência na ópera, ela vestiria todas as mulheres de preto.:92–93
Em 1926, a edição americana da Vogue publicou a imagem de um vestidinho preto Chanel com mangas compridas, batizando-o de garçonne (look 'garotinho'). A Vogue previu que um design tão simples, mas chique, se tornaria um uniforme virtual para mulheres de bom gosto, comparando suas linhas básicas com o onipresente e não menos acessível automóvel Ford. O visual enxuto gerou críticas generalizadas de jornalistas homens, que reclamaram: "chega de seios, chega de barriga, chega de nádegas. A moda feminina desse momento do século XX será batizada de 'despojar tudo'.":210 A popularidade do vestidinho preto pode ser atribuída em parte ao momento de sua introdução. A década de 1930 foi a era da Grande Depressão, quando as mulheres precisavam de moda acessível. Chanel se gabou de ter permitido que os não-ricos "andassem como milionários".:47 Chanel começou a fazer vestidinhos pretos em lã ou chenille para o dia e em cetim, crepe ou veludo para a noite.:83
Chanel proclamou "Eu impus o preto; ainda está forte hoje, pois o preto apaga tudo ao redor".

### Joias
Chanel introduziu uma linha de joias que foi uma inovação conceitual, pois seus designs e materiais incorporavam bijuterias e pedras preciosas finas. Isso foi revolucionário em uma época em que as joias eram estritamente categorizadas em joias finas ou de fantasia. Suas inspirações eram globais, muitas vezes inspiradas nas tradições de design do Oriente e do Egito. Clientes ricos que não desejavam exibir suas joias caras em público podiam usar as criações da Chanel para impressionar os outros.:153

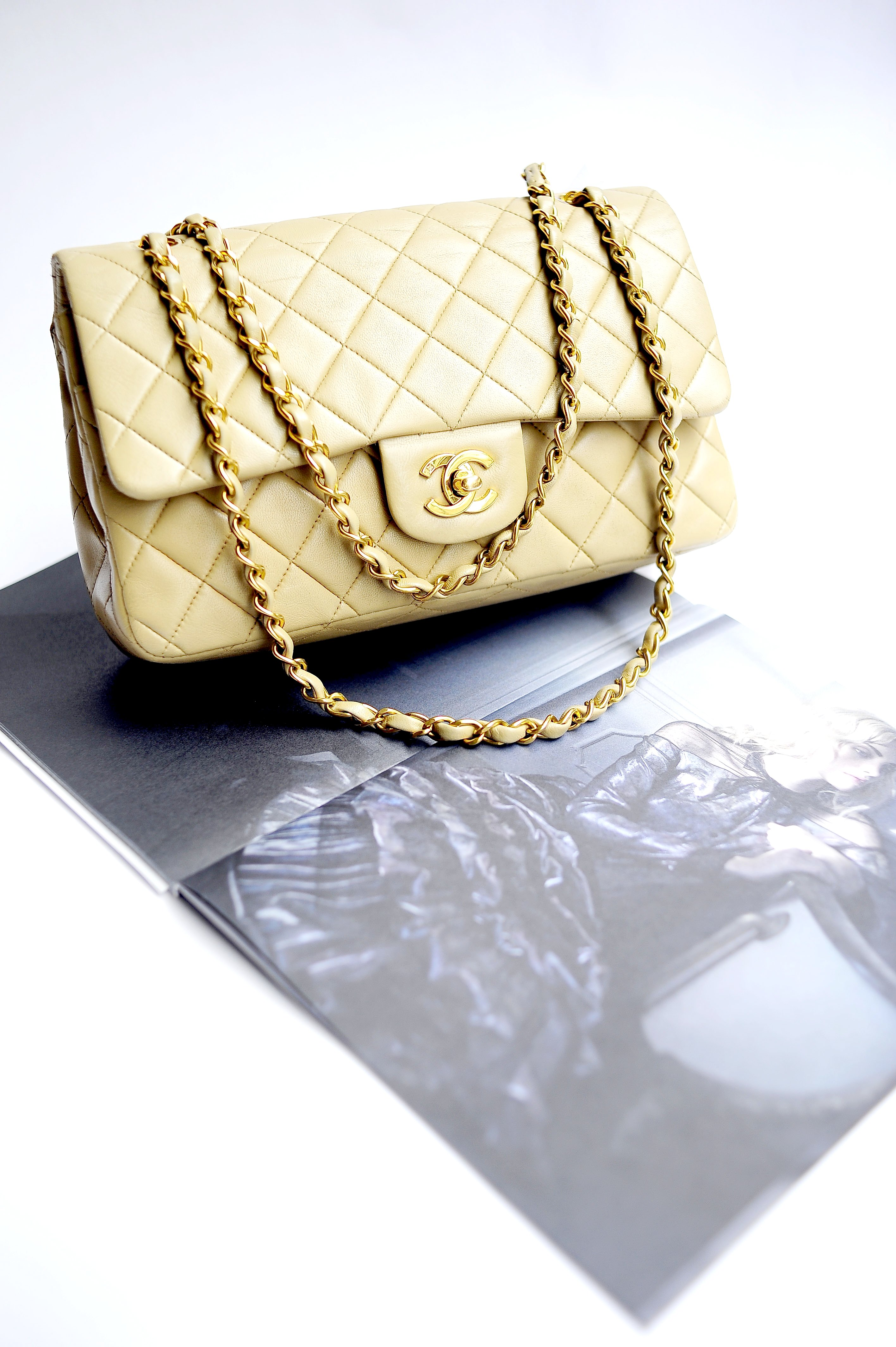
Bolsa Chanel 2.55, 2009

Em 1933, o designer Paul Iribe colaborou com a Chanel na criação de peças de joalheria extravagantes encomendadas pelo International Guild of Diamond Merchants. A coleção, executada exclusivamente em diamantes e platina, foi exposta ao público e atraiu grande público; cerca de três mil participantes foram registrados em um período de um mês.
Como um antídoto para vrais bijoux en toc, a obsessão por joias caras e finas, Chanel transformou as bijuterias em um acessório cobiçado — especialmente quando usado em grandes exibições, como ela fez. Originalmente inspirada pelas opulentas joias e pérolas dadas a ela por amantes aristocráticos, Chanel invadiu seu próprio cofre de joias e fez parceria com o duque Fulco di Verdura para lançar uma linha de joias da Casa de Chanel. Um punho esmaltado branco com uma cruz de Malta com joias era o favorito de Chanel; tornou-se um ícone da colaboração Verdura-Chanel. Os elegantes e ricos adoraram as criações e fizeram da linha um grande sucesso. Chanel disse: "É nojento andar por aí com milhões em volta do pescoço porque a pessoa é rica. Só gosto de joias falsas porque são provocativas.":74

### A bolsa Chanel
Em 1929, Chanel lançou uma bolsa inspirada nas bolsas dos soldados. Sua alça de ombro fina permitia que o usuário mantivesse as mãos livres. Após seu retorno, Chanel atualizou o design em fevereiro de 1955, criando o que se tornaria o "2.55" (nome da data de sua criação). Embora os detalhes da bolsa clássica tenham sido reformulados, como a atualização dos anos 1980 por Karl Lagerfeld, quando o fecho e a trava foram redesenhados para incorporar o logotipo da Chanel e o couro foi entrelaçado na corrente do ombro, a bolsa manteve sua forma básica original. Em 2005, a empresa Chanel lançou uma réplica exata da bolsa original de 1955 para comemorar o 50.º aniversário de sua criação.
O design da bolsa foi inspirado nos dias de convento de Chanel e seu amor pelo mundo esportivo. A corrente usada para a alça ecoou as chatelaines usadas pelos zeladores do orfanato onde Chanel cresceu, enquanto o forro bordô fazia referência aos uniformes do convento. O exterior acolchoado foi influenciado pelas jaquetas usadas pelos jóqueis, enquanto ao mesmo tempo realçava a forma e o volume da bolsa.

### Bronzeados
Em um ambiente externo de grama e mar, Chanel aproveitou o sol, tornando os bronzeados não apenas aceitáveis, mas um símbolo que denota uma vida de privilégio e lazer. Historicamente, a exposição identificável ao sol era a marca dos trabalhadores condenados a uma vida de labuta incessante e desabrigada. "Uma pele leitosa parecia um sinal claro de aristocracia." Em meados da década de 1920, as mulheres podiam ser vistas descansando na praia sem chapéu para protegê-las dos raios solares. A influência da Chanel tornou o banho de sol na moda.:138–39

## Representações na cultura popular

### Teatro
- A produção da Broadway Coco, com música de André Previn, livro e letras de Alan Jay Lerner, estreou em 18 de dezembro de 1969 e encerrou em 3 de outubro de 1970. É ambientado em 1953–1954, época em que Chanel estava restabelecendo sua casa de alta-costura. Chanel foi interpretada por Katharine Hepburn nos primeiros oito meses e por Danielle Darrieux no resto de sua carreira.[69]

### Filme
- O primeiro filme sobre Chanel foi Chanel Solitaire (1981), dirigido por George Kaczender e estrelado por Marie-France Pisier, Timothy Dalton e Rutger Hauer.[70]
- Coco Chanel (2008) foi um filme de televisão estrelado por Shirley MacLaine como a Chanel de setenta anos. Dirigido por Christian Duguay, o filme também estrelou Barbora Bobuľová como a jovem Chanel e Olivier Sitruk como Boy Capel.[71]
- Coco avant Chanel (2009) foi um filme biográfico em francês dirigido por Anne Fontaine, estrelado por Audrey Tautou como a jovem Chanel, com Benoît Poelvoorde como Étienne Balsan e Alessandro Nivola como Boy Capel.[72]
- Coco Chanel & Igor Stravinsky (2009) foi um filme em francês dirigido por Jan Kounen. Anna Mouglalis interpretou Chanel, e Mads Mikkelsen interpretou Ígor Stravinski. O filme foi baseado no romance de 2002 Coco and Igor por Chris Greenhalgh, que trata de um suposto caso entre Chanel e Stravinsky. Foi escolhido para fechar o Festival de Cinema de Cannes de 2009.[73]